# Bernard Jan Alfrink
Bernard Jan Alfrink (Nijkerk, 5 luglio 1900 – Utrecht, 17 dicembre 1987) è stato un cardinale e arcivescovo cattolico olandese.

## Biografia
Ricevette l'ordinazione sacerdotale nel 1924. Venne nominato professore di sacra scrittura al seminario maggiore di Utrecht (1933) e di esegesi biblica all'Università cattolica di Nimega (1945). Il 28 maggio 1951 venne nominato da Papa Pio XII come arcivescovo coadiutore dell'arcidiocesi di Utrecht della quale divenne arcivescovo dal 31 ottobre 1955. Venne nominato nel 1957 anche ordinario militare per i Paesi Bassi.
Venne creato cardinale da papa Giovanni XXIII nel concistoro del 28 marzo 1960 e ricevette il titolo di San Gioacchino ai Prati di Castello. Autore di numerosi studi biblici, fu uno dei porporati più attivi del Concilio Vaticano II nella compagine dei cardinali progressisti. A questo proposito, si ricorda un diverbio che ebbe con il cardinale Alfredo Ottaviani, schierato invece su posizioni conservatrici: mentre Ottaviani protestava contro le riforme che i vescovi olandesi, tedeschi e francesi avrebbero voluto apportare alla celebrazione della messa, Alfrink, che presiedeva la seduta, gli fece staccare il microfono. Accortosi che parlava a vuoto, Ottaviani si sedette in silenzio, umiliato, mentre i vescovi d'oltralpe applaudirono di gioia.
Nel 1964 divenne presidente del movimento Pax Christi. Il 9 ottobre 1966 il cardinale Alfrink, in qualità di Presidente della Conferenza episcopale dei Paesi Bassi concesse il suo imprimatur al Nuovo catechismo olandese. Lo stesso giorno – domenica – il cardinale presentò il Nuovo catechismo con un'omelia molto favorevole, nella messa da lui celebrata alla Cattedrale di Utrecht e trasmessa per televisione. Il documento esprimeva posizioni fortemente progressiste nell’ambito della dottrina della Chiesa cattolica.
Date le reazioni dell’ala conservatrice del cattolicesimo, nel febbraio 1967, Papa Paolo VI nominò un'apposita commissione cardinalizia che criticò fortemente il nuovo catechismo olandese. Successivamente il Papa scrisse al cardinale Alfrink che il nuovo catechismo non poteva lasciare spazio a fraintendimenti sulla nascita verginale di Cristo, sull'esistenza degli angeli e quanto alla natura della soddisfazione e del sacrificio che Cristo ha offerto al Suo Padre celeste per redimere i peccati e per riconciliare gli uomini con il Padre. Si decise di delegare tre rappresentanti per parte per ricomporre i rispettivi dissensi. Per l'episcopato olandese era presente il teologo e sacerdote belga Edward Schillebeeckx. L’incontro ebbe luogo a Gazzada nell'aprile 1967 ma non emerse una posizione comune e si concluse con l'emissione di due differenti e contrapposti comunicati.
Nel gennaio 1968 la Commissione richiese esplicitamente al Consiglio Pastorale Nazionale olandese che fossero introdotti mutamenti al testo pubblicato. Tali cambiamenti riguardavano 18 punti maggiori e 32 punti minori. La proclamazione del "Credo del popolo di Dio" (aprile 1968) da parte di Paolo VI fu ritenuta una risposta unilaterale alla devianza dottrinale dell'episcopato olandese.
I vescovi olandesi si rifiutarono di modificare il testo e così nel 1969 apparve un supplemento separato al Nuovo Catechismo che rimase in vigore nei Paesi Bassi (con il supplemento del 1969) fino alla comparsa del Catechismo della Chiesa Cattolica del 1992 edito dalla Congregazione per la Dottrina della Fede, all'epoca presieduta dal cardinale Joseph Ratzinger, futuro Papa Benedetto XVI. 
Alfrink ed altri cardinali dell'ala progressista conciliare erano favorevoli alla revoca della scomunica ai massoni, presentata esplicitamente dal vescovo di Cuernavaca, Sergio Mendez Arceo. Tale posizione fu sancita con una serie di strette di mano pubbliche fra alti prelati e capi della Massoneria dopo un incontro tenutosi l'11 aprile 1969 nel convento del Divino Maestro ad Ariccia.
Nel frattempo Alfrink criticò l’enciclica Humanae Vitae e difese Edward Schillebeeckx, inquisito dalla Congregazione per la dottrina della fede per le sue posizioni progressiste. 
Nel 1970, il Consiglio pastorale olandese si pronunciò a grandissima maggioranza per una dissociazione tra sacerdozio e celibato obbligatorio. La deliberazione, in contrasto con la recente enciclica paolina Sacerdotalis Caelibatus, fu considerata una nuova sfida alla dottrina della chiesa. Il merito di aver evitato uno scisma fu di Alfrink, che corse in Vaticano a far da mediatore. Dovette però accettare la nomina a vescovo di Roermond di monsignor Joannes Gijsen, notoriamente conservatore (1972). 
Il 6 dicembre 1975, al compimento dei 75 anni, Alfrink si dimise dal suo ufficio di arcivescovo di Utrecht. Fu l'inizio del crollo del cattolicesimo nei Paesi Bassi. Le ordinazioni annuali passarono da 318 del 1965 alle 16 del 1977. Trecento religiosi e religiose e oltre duemila sacerdoti, in questo periodo, abbandonarono la veste talare.
Ha partecipato a tre conclaviː quello del 1963 e i due del 1978. Morì il 17 dicembre 1987.

## Genealogia episcopale e successione apostolica
La genealogia episcopale è:
- Cardinale Scipione Rebiba
- Cardinale Giulio Antonio Santori
- Cardinale Girolamo Bernerio, O.P.
- Arcivescovo Galeazzo Sanvitale
- Cardinale Ludovico Ludovisi
- Cardinale Luigi Caetani
- Cardinale Ulderico Carpegna
- Cardinale Paluzzo Paluzzi Altieri degli Albertoni
- Papa Benedetto XIII
- Papa Benedetto XIV
- Papa Clemente XIII
- Cardinale Marcantonio Colonna
- Cardinale Giacinto Sigismondo Gerdil, B.
- Cardinale Giulio Maria della Somaglia
- Cardinale Carlo Odescalchi, S.I.
- Vescovo Eugène de Mazenod, O.M.I.
- Cardinale Joseph Hippolyte Guibert, O.M.I.
- Cardinale François-Marie-Benjamin Richard
- Cardinale Pietro Gasparri
- Cardinale Paolo Giobbe
- Cardinale Bernard Jan Alfrink

La successione apostolica è:
- Vescovo Pieter Antoon Nierman (1956)
- Vescovo Pieter Jan Antoon Moors (1959)
- Vescovo Theodorus Gerardus Antonius Hendriksen (1961)
- Vescovo Theodorus Henricus Johannes Zwartkruis (1966)
- Vescovo Hubertus Cornelis Antonius Ernst (1967)
- Vescovo Johann Bernard Wilhelm Maria Möller (1969)
- Cardinale Adrianus Johannes Simonis (1971)
- Vescovo Hendrik Joseph Alois Bomers, C.M. (1978)